# مجمع سه امپراتور

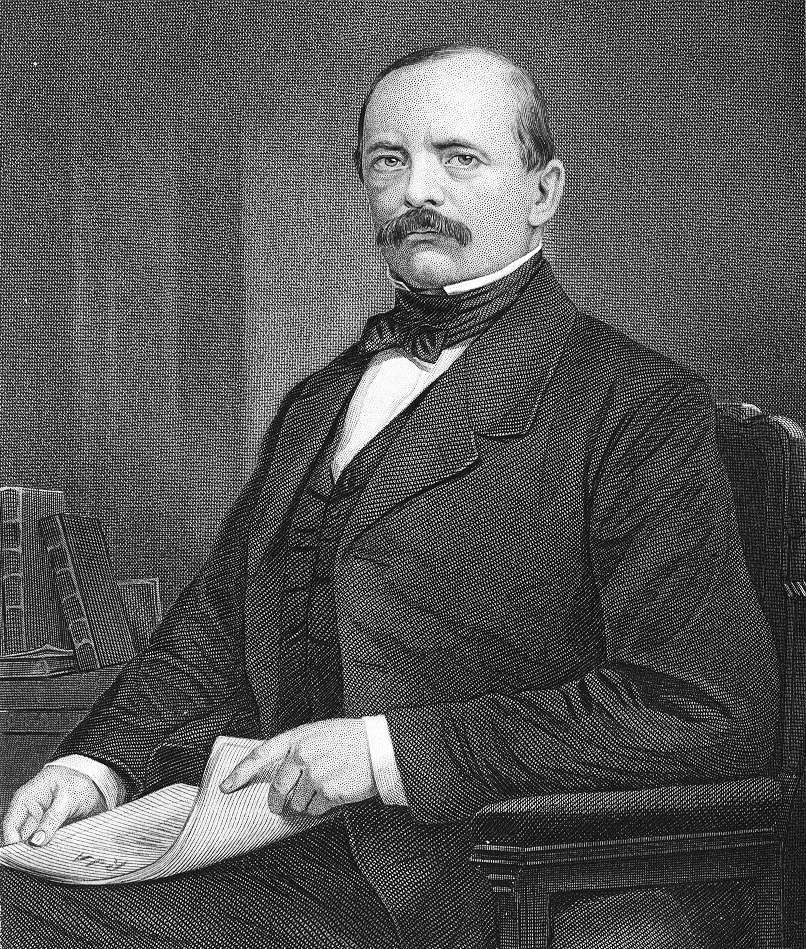
بیسمارک

مجمع سه امپراتور اتحادی میان آلمان، روسیه و اتریش-مجارستان از سال ۱۸۷۳ تا ۱۸۸۷ بود. صدراعظم آلمان اتو فون بیسمارک کنترل سیاست خارجه آلمان را از ۱۸۷۰ تا زمان برکناری‌اش در ۱۸۹۰ عهده‌دار بود. هدف او ایجاد صلح و ثبات پایدار در اروپا بر اساس موازنه قدرت بود. بیسمارک از این موضوع وحشت داشت که اتحادی میان اتریش-مجارستان، فرانسه و روسیه منجر به نابودی آلمان در آینده بشود؛ لذا تصمیم گرفت که با دو مورد از این سه کشور پیمان اتحاد ببندد. با تلاش‌های بیسمارک در سال ۱۸۷۳ مجمعی متشکل از قیصر آلمان، تزار روسیه و امپراتور اتریش-مجارستان به وجود آورد. این سه کشور با کمک یکدیگر می‌توانستند ثبات را در اروپای شرقی برقرار کرده و مانع از فعالیت‌های تجزیه‌طلبانهٔ برخی اقوام نظیر لهستانی‌ها شوند.
پس از اینکه کنگره برلین دست روسیه را از بسیاری از متصرفات به دست آمده در جنگ روسیه و عثمانی (۱۸۷۷-۱۸۷۸) کوتاه کرد و این کشور را مجبور به صرف‌نظر از طرح بلغارستان بزرگ نمود. روسیه این شکست را تقصیر آلمان و حمایتش از امپراتوری اتریش-مجارستان می‌دانست و فردای کنگره از مجمع سه امپراتور کناره گرفت و به این ترتیب «سیستم دوم بیسمارک» سقوط کرد.